# Karl Ludwig Heinrich Zimmermann
Karl Ludwig Heinrich Zimmermann (* 12. November 1806; † 19. April 1860 in Neustadt) war Kreisrat im Großherzogtum Hessen.
Die übliche Ausbildung für einen Kreisrat war ein Studium der Rechtswissenschaft an der Universität Gießen.
Ludwig Zimmermann wurde 1845 Kreisrat des Kreises Vöhl. Die Revolution von 1848 im Großherzogtum Hessen führte auch zu einer Verwaltungsreform, bei der unter anderem die Kreise aufgelöst und durch Regierungsbezirke ersetzt wurden. Ludwig Zimmermann wurde zunächst für besondere Aufgaben und Geschäfte in das Innenministerium versetzt und war ab 1850 Rat in der Regierungskommission des Regierungsbezirks Heppenheim. Als in der Reaktionsära die Regierungsbezirke 1852 aufgelöst und Kreise wiedereingerichtet wurden, erhielt er die Stelle des Kreisrates im Kreis Neustadt. Das Amt hatte er bis zu seinem Tod 1860 inne.